# Lot (Sveto pismo)
Lot (hebrejsko לוֹט, latinizirano: Lōṭ, dob. 'tančica, pokrivalo'; grško Λώτ, latinizirano: Lṓt; arabsko لُوط, latinizirano: Lūṭ) je bil patriarh v svetopisemski knjigi Geneze v poglavjih 11–14 in 19. Pomembni dogodki v njegovem življenju so potovanje s stricem Abramom (Abraham) in beg pred uničenjem Sodome in Gomore, med katerim je Lotova žena postala solni steber, Lota pa so njegove hčerke napile, da bi lahko z njim občevale in imele z njim otroke.

## Zapis v Bibliji

### Lotovo ozadje
Lot in njegov oče Haran sta se rodila in odraščala v Uru Kaldejcev (1 Mz 11,28 in  31) v regiji Sumerija ob reki Evfrat v spodnji Mezopotamiji. Haran je umrl v tej deželi pred svojim očetom Terah.
V 1. Mojzesovi knjigi 1 Mz 11,26–32 so opisani »rodovi Teraha«, Lotov ded, ki je poskrbel, da se je njihova velika družina usmerila na pot v Kanaan, kjer bi lahko postavili nov dom. Med družinskimi člani, s katerimi je potoval Lot, je bil njegov stric Abram (pozneje imenovan Abraham), eden od treh izraelskih patriarhov.
Na poti v Kanaan se je družina ustavila v regiji Paddan Aram, približno na polovici plodnega polmeseca med Mezopotamijo in Sredozemljem. Naselili so se na mestu Haran, kjer je preostanek svojih dni živel Lotov dedek Terah. Ko je umrl, je bil star 205 let. (1 Mz 11,32)
1. Mojzesova knjiga 12 (1 Mz 12,6-9) razkriva Abramovo poslušnost Gospodu pri 75 letih, ko je nadaljeval pot v obljubljeno deželo. Ko je njegov ded Terah umrl v Haranu, se je Lot pridružil Abramu na poti v Kanaan. Še ni omenjeno, da bi Lot imel ženo. Šli so proti jugozahodu v Kanaansko deželo, do kraja Sihem, današnji Zahodni breg Nablusa. Pozneje so odpotovali na jug do hribov med Betelom in Hajem, pred potovanjem naprej proti jugu Kanaana.
Potem ko so nekaj časa prebivali v kanaanski deželi, je podeželje zajela lakota in so potovali mnogo kilometrov južneje v Egipt.1 Mz 12,10 Potem ko so nekaj časa prebivali v Egiptu, so si pridobili ogromno bogastva in število živine ter se vrnili na območje Betela. (1 Mz 13,1–5)

### Lot na Jordanski planoti
Geneza 13 (1 Mz 13) pomaga in razpravlja o Abramovi in Lotovi vrnitvi v Kanaan po tem, ko je lakota minila in so postale dežele spet rodovitne. Potovala sta nazaj skozi Negev do betelskih gričev. S svojim stalnim gibanjem in velikim številom živine, ki jo je imela vsaka družina, ki potrebuje pašo, so se pastirji obeh skupin začeli prepirati. Ko so postali argumenti zelo moteči, je Abram Lotu predlagal, naj se ločita, da ne bi prišlo do konflikta med »brati«.
Čeprav je Abram Lotu dal možnost, da gre na sever (leva roka) ali jug (desna roka), je Lot namesto tega pogledal onkraj Jordana proti dobro namakani ravnini in izbral to deželo, saj se je zdela »kot Gospodov vrt«. Žal Lot ni mogel predvideti uničenja Sodome in Gomore ter pretvorbe vode v slano morje. (1 Mz 13,9–11) Abram se je nato odpravil proti jugu do Hebrona in ostal v kanaanski deželi. (1 Mz 13,12 in 18)
Lot se je utaboril med mestoma zelene jordanske ravnice in sprva postavil svoj šotor proti Sodomi. Pred približno osmimi leti [5] je pet kraljestev postalo vazalne države zavezništva štirih vzhodnih kraljevin pod vodstvom Kedorlaómerja, kralja Elama. Dvanajst let so služili temu kralju, a »trinajsto leto so se uprli«. (1 Mz 14,1–4) Naslednje leto so se Kedorlaómerjeve štiri vojske vrnile in v bitki v Siddimski dolini so kralji Sodome in Gomore padli v porazu. Kedorlaómer je opustošil mesta in ob odhodu zajel ujetnike, vključno z Lotom, ki je do takrat 'prebival' v Sodomi.
Ko je Abram slišal, kaj se je zgodilo z njegovim bratom Lotom, je oborožil tristo osemnajst svojih usposobljenih služabnikov in ujel vojske štirih kraljev na ozemlju plemena Dan. Abram je razdelil svoje sile, ki so ponoči napadale iz več smeri in štirje kralji so pobegnili proti severovzhodu. Abramovo zasledovanje se je nadaljevalo in pokol Kedorlaómerja in drugih kraljev je bil končan v Hobahu, severno od Damaska. Abram je osvobodil svojega brata Lota in vse ljudi in njihove stvari.1 Mz 14,15-24

### Lot beži iz Sodome
Štiriindvajset let po tem, ko sta Abram in Lot začela potovati, je Bog Abramu spremenil ime v Abraham in mu dal zavezo obrezovanja.(1 Mz 17) Kmalu zatem se je Abrahamu pojavil 'GOSPOD' v obliki 'treh mož' in obedoval z njim, po dveh odšel še do Sodome; »Abraham je stal še pred GOSPODOM« in pridobil zagotovilo, da mesto ne bo uničeno, če bodo tam našli petdeset negrešnih ljudi. Še naprej je poizvedoval in zmanjšal minimalno število za ohranitev mesta na petinštirideset, štirideset, trideset, dvajset in nazadnje deset.(1 Mz 18,23–33)
»Zvečer sta angela prišla v Sódomo, ko je Lot sedèl pri sódomskih vratih. Ko ju je zagledal, je vstal, jima šel naproti in se priklonil z obrazom do tal.
Rekel je: »Prosim, gospoda, stopita v hišo svojega služabnika, da prenočita in si umijeta noge, zjutraj pa vstaneta in odideta po svoji poti.« Rekla sta: »Ne, prenočila bova na trgu.«
Zelo ju je silil, zato sta le odšla z njim in stopila v njegovo hišo. Pripravil jima je večerjo, spekel nekvašeni kruh in sta jedla.
Preden sta legla, so hišo obstopili meščani, sódomski moški, vsi, od dečkov do starcev, vse ljudstvo do zadnjega moža. 5 Klicali so Lota in mu rekli: »Kje sta moža, ki sta nocoj prišla k tebi? Pripelji ju ven k nam, da ju spoznamo!« Lot je tedaj stopil ven k njim na prag, zaprl vrata za seboj in rekel: »Nikar, bratje moji, ne delajte hudega!  Glejte, imam dve hčeri, ki še nista spoznali moža; naj ju pripeljem k vam, da storite z njima, kar boste hoteli. Samo tema možema ne storite ničesar, saj sta prišla v senco moje strehe!« Njegov odziv je razjezil sodomske moške, ki so mu očitali obsojanje, zato so mu grozili, da mu bodo storili še kaj hujšega kakor njima.
Preden so Lotu lahko škodovali in vdrli v hišo, sta moška potegnila Lota nazaj in vsiljivce oslepila ter Lotu razkrila, da sta angela, ki ju je poslal Gospod, da bi uničila kraj. To je Lotu omogočilo priložnost, da se pripravi na odhod njega in njegove družine. Lot je šel ven in govoril s svojima zetoma, ki sta nameravala vzeti njegovi hčeri. Rekel je: »Vstanita, pojdita iz tega kraja, kajti GOSPOD bo mesto uničil!« Toda zeta sta mislila, da se šali.
Ko se je začelo daniti, sta ga angela nagovarjala, naj pohiti in odide; ko se je zadržal, sta angela prijela Lota, njegovo ženo in dve hčerki ter jih prepeljala izven mesta in jih odložila. Angel je Lotu rekel: »Reši si življenje! Ne oziraj se nazaj in ne ustavljaj se nikjer v pokrajini! V gorovje se reši, da ne boš pokončan!« Lot je trdil, da če bi šel na goro, bi mu kakšno zlo povzročilo smrt in prosil, da raje pobegne v 'malo' mesto, ki je bilo bližje. (To mesto Bela se je pozneje imenovalo Coar, ker je bilo majhno.) Njegova prošnja je bila sprejeta in odpravili so se proti Coarju.(1 Mz 19,18–22)
Sonce je vzhajalo nad deželo, ko je Lot prišel do Coarja in je GOSPOD storil, da sta od GOSPODA, z neba, deževala na Sódomo in Gomóro žveplo in ogenj. Razdejal je ti mesti in vso pokrajino, vse prebivalce mest in vse rastlinstvo te dežele. Lotova žena, ki je bila z njim, pa se je ozrla nazaj in postala solnat steber. 
Abraham je videl, kako se od podeželja vije dim.

### Lot in njegovi hčerki
Poročilo o Lotu in njegovih hčerah je v 1. Mojzesovi knjigi 1 Mz 19,30–38.
Lot je iz Coarja odšel navzgor in se s hčerama naselil na gorovju. Bal se je namreč bivati v Coarju, zato je živel v votlini, on in obe hčeri.
Starejša hči je rekla mlajši: »Najin oče je star, v deželi pa ni moža, ki bi se nama približal po navadi vse zemlje. Dajva, napojiva očeta z vinom in leziva z njim; tako obudiva zarod po očetu.« Tisti večer sta torej napojili očeta z vinom in starejša je šla in legla k očetu. Pa ni zaznal, ne ko je legla ne ko je vstala. Naslednji dan je starejša hči rekla mlajši: »Sinoči sem ležala z očetom; še nocoj ga napojiva z vinom! Potem pojdi ti in lezi z njim! Tako bova obudili zarod po očetu.« Tudi tisti večer sta napojili očeta z vinom. Mlajša hči je vstala in legla k njemu, pa ni zaznal, ne ko je legla ne ko je vstala. Tako sta obe Lotovi hčeri zanosili s svojim očetom.
Starejša hči je rodila sina in mu dala ime Moáb. To je oče Moábcev do danes. Tudi mlajša hči je rodila sina in dala mu je ime Ben Amí. To je oče Amóncev do danes.
Zgodba, ki jo običajno imenujejo Lot in njegove hčere, je bila skozi stoletja predmet številnih poslikav in je postala ena izmed tem v skupini moči žensk, ki moške svari pred nevarnostmi, da bi podlegle ženskim skušnjavam, medtem ko ponuja tudi priložnost za erotično upodobitev. Prizor na splošno prikazuje Lota in njegove hčere, ki jedo in pijejo v svojem gorskem zatočišču. Pogosto je v ozadju majhna figura Lotove žene, v daljavi pa goreče mesto.

## Religiozni pogled

### Judovski pogled
Lot je v Berešitu iz Tore prvič omenjen na koncu tedenskega bralnega dela, Parašat Noah. Sledijo tedenski bralni deli, ki se nanašajo na vse pripovedi o Lotovem življenju, v Parašat Lekh Lekha in Parašat Vajeira. V Midrašu so prisotne številne dodatne zgodbe o Lotu, ki jih v Tanaku ni mogoče najti, kot sledi:
- Abraham je poskrbel za Lota, potem ko je Haran zgorel v velikanskem ognju, v katerem je Nimrud, babilonski kralj, hotel ubiti Abrahama.
- Medtem ko je bil v Egiptu, Midraš Lotu pripisuje veliko zaslug, ker kljub želji po bogastvu faraonu ni sporočil Sarine skrivnosti, da je bila Abrahamova žena.
- Po Jašerjevi knjigi naj bi bila Paltith, ena od Lotovih hčera, živa zgorela (v nekaterih različicah na grmadi), ker je revnemu človeku dala kruh. Njeni kriki so šli v nebesa.[4] Her cries went to the heavens.[5]
- Knjiga o Ruti: sklicevanje na Moab sproža vprašanja, saj je v preostali svetopisemski literaturi povezano s sovražnostjo do Izraela, spolno perverznostjo in malikovanjem, 5. Mojzesova knjiga (1 Mz 23,3-6) pa je Amonca ali Moabca »izključila iz skupnost GOSPODOVE, celo do njihove desete generacije«. Kljub temu se je Moabka Ruta poročila z Judom in se tudi po njegovi smrti še vedno imela za člana njegove družine; nato se je poročila z drugim Judom in mu rodila sina, ki je postal Davidov prednik. V nasprotju s sporočilom Ezre – Nehemije, kjer so zakonske zveze med judovskimi moškimi in nejudovskimi ženskami razpadle, Ruta uči, da lahko tujci, ki preidejo v judovstvo, postanejo dobri Judje, tuje žene lahko postanejo zgledne sledilke judovske zakonodaje in ni razlog za izključitev njih ali njihovih potomcev iz skupnosti.
- Dejstvo, da se je Roboam, sin kralja Salomona, rodil Amonki (1 Kr 14,21–31), je prav tako oteževalo ohranjanje mesijanskih trditev o Davidovi hiši; vendar je bilo predstavljeno kot ponazoritev božje previdnosti, ki je za častno odliko izbrala 'dva goloba', Moabko Ruto in Naama, Amonca.[6] Rutina prijaznost, kot jo je Boaz zapisal v knjigi Ruta (Rut 1,1-4,22), je v judovski tradiciji videti kot v redkem nasprotju z ljudstvi Moaba (od koder Ruta prihaja) in Amonci na splošno, ki jih je Tora opazila zaradi izrazitega pomanjkanja prijaznosti.
- Judovski kralj Joaš: Joaš je bil eden od štirih mož, ki so se pretvarjali, da so bogovi. K temu so ga prepričali zlasti knezi, ki so mu rekli. »Ali nisi bog, ki ga ne bi mogel izstopiti živ iz svetišča« (Izp. R. viii. 3). Ubila sta ga dva njegova služabnika, Zabád, sin Amónke Šimáte, in Jozabád, sin Moábke Šomêre (2 Krn 24,26); kajti Bog je rekel: »Naj potomci obeh nehvaležnih družin karajo nehvaležnega Joaša«. Moab in Ammon sta bila potomca Lotovega incesta z dvema hčerama, kot je opisano v 1. Mojzesovi knjigi (1 Mz 19,30-38).

### Krščanski pogled
Lot je v krščanski Novi zavezi simpatičen kot človek, ki je obžaloval svojo odločitev, da bo živel v Sodomi, kjer je »iz dneva v dan vznemirjal svojo pravično dušo« (2 Pt 2,6–9 »Tudi mesti Sódomo in Gomóro je obsodil na uničenje in ju upepelil ter s tem postavil za svarilo prihodnjim brezbožnežem. Rešil pa je pravičnega Lota, ki ga je bolelo razuzdano življenje pokvarjencev. Zaradi njihovih nepostavnih del, ki jih je – ker je živel med njimi – gledal in poslušal iz dneva v dan, se je njegova pravična duša mučila. Gospod namreč zna globoko pobožne rešiti iz preizkušnje, krivične pa prihraniti za dan sodbe, da jih kaznuje, zlasti tiste, ki tekajo za mesom v želji po skrunjenju in prezirajo gospostvo.«). Jezus je govoril o prihodnji sodbi, ki bo prišla nenadoma kot v Lotovih dneh in slovesno opozoril: »Spomnite se Lotove žene!«. (Lk 17,28–33)

### Islamski pogled
Lut (arabsko: لُوط – Lūṭ) v Koranu velja za enako kot Lot v hebrejski Bibliji. Velja za božjega glasnika in božjega preroka.
V islamski tradiciji je Lut živel v Uru in bil nečak Ibrahima (Abrahama). Z Ibrahimom se je preselil v Kanaan in bil kot prerok poslan v mesti Sodoma in Gomora. Njegovo zgodbo muslimani uporabljajo kot referenco, s katero dokazujejo, da islam ne odobrava homoseksualnosti. Alah mu je naročil, naj gre v deželo Sodomo in Gomoro, da bi oznanjeval monoteizem in jih ustavil pred njihovimi poželjivimi in nasilnimi dejanji. Prebivalci so Lutova sporočila prezrli, kar je povzročilo uničenje Sodome in Gomore. Čeprav je Lut zapustil mesto, so angeli prosili, naj ga zapustijo, zato je med uničenjem umrl. Koran Lota opredeljuje kot preroka in meni, da so bili vsi preroki zgledi moralne in duhovne poštenosti. Koran ne vključuje zgodb o Lotovem pijančevanju in / ali incestu, vsi muslimani zavračajo zgodbo o preroku Lotu, ki naj bi imel spolne odnose s hčerkama.

## Sodobni pogled
Domnevno je incest med Lotom in njegovima hčerama sprožil številna vprašanja, razprave in teorije o tem, kakšni so bili resnični motivi, kdo je bil v resnici kriv in kakšno stopnjo pristranskosti je imel avtor 1. poglavja 1. Mojzesove knjige. Vendar takšni svetopisemski učenjaki, kot so Jacob Milgrom , Victor P. Hamilton  in Calum Carmichael , trdijo, da levitskih zakonov ni bilo mogoče razviti tako, kot so bili, brez spornih vprašanj v zvezi z izraelskimi patriarhi, zlasti glede incesta. Carmichael celotno obliko levitskih zakonov celo pripisuje življenju ustanovnih očetov države, vključno s pravičnim Lotom (skupaj z Abrahamom, Jakobom, Judom, Mojzesom in Davidom), ki so bili izjemne osebe v izraelski tradiciji.
Po navedbah zgoraj omenjenih učenjakov so izraelski patriarhi ključ do razumevanja, kako so se razvijali duhovniški zakoni o incestu. Sorodstvene poroke med patriarhi vključujejo Abrahamovo poroko s polsestro Saro; (1 Mz 20,11–12), zakon Abrahamovega brata Nahorja z nečakinjo Milco; [Gen.11: 27–29] Izakov zakon z Rebeko, njegovo prvo sestrično; (1 Mz 27,42–43; 29,10) Jakobove zakonske zveze z dvema sestrama, ki sta njegovi prvi sestrični; Zato so patriarhalne zakonske zveze zagotovo pomembne za zakonodajalce in predlagajo pripovedno podlago za zakone iz Levitskega zakonika, poglavji 18 in 20.
Trdili so, da so levitski zakoni proti incestu ločevali način življenja Izraelcev od življenja prebivalcev Kanaana, (1 Mz 9,22-28), kljub kakršni koli incestualni vpletenosti patriarhov v preteklosti. Levitski zakoni so bili potrebni za narod v razvoju, ki ga je bilo treba videti kot drugačnega od sveta, očiščen in brezhiben: prvi korak, ki se začne z obrezovanjem. Torej zoper patriarhe ni bilo mogoče storiti ničesar za incestozno vedenje, ker je bil to del progresivnega razvoja, od svetovnih poti (ki prihajajo iz Kaldeje) do tega, da so postali brezhibni pred svojim Bogom. (1 Mz 17,1)
Nekateri trdijo, da Lotovo ponujanje njegovih hčera moškim iz Sodome v 1 Mz 19,8 pomeni spolno zlorabo njegovih hčera, kar je ustvarilo zmedo v sorodstvenih vlogah, ki se je na koncu odigrala s pomočjo incestnih dejanj v 1 Mz 19,30–38.
Številni komentatorji dejanja Lotovih hčera opisujejo kot posilstvo. Esther Fuchs predlaga, da besedilo predstavlja Lotove hčere kot »pobudnici in storilki incestnega posilstva«.